# Noctuel
Benjamin Subac dit Noctuel, né le 13 mars 1923 à Strasbourg et mort le 13 mai 2015 dans la même ville) est un écrivain français.

## Distinctions
- Prix Maurice-Betz, 1964
- Prix européen de littérature, prix du patrimoine Nathan Katz, 2009